# Lithobius microcephalus
Lithobius microcephalus är en mångfotingart som beskrevs av Sseliwanoff 1880. Lithobius microcephalus ingår i släktet Lithobius och familjen stenkrypare. Inga underarter finns listade i Catalogue of Life.